# خوچیمینو
خوچیمینو (به لهستانی:  Chocimino) یک روستا در لهستان است که در گمینا پولانوو واقع شده‌است.